# Han Bila
Han Bila (en cyrillique : Хан Била) est un village de Bosnie-Herzégovine. Il est situé dans la municipalité de Travnik, dans le canton de Bosnie centrale et dans la fédération de Bosnie-et-Herzégovine. Selon les premiers résultats du recensement bosnien de 2013, il compte 715 habitants.

## Géographie
Le village est situé au bord de la rivière Bila, un affluent gauche de la Lašva.

## Histoire
Sur le territoire du village se trouve le site archéologique de Nebo, dont les vestiges remontent à la culture de Butmir (5 100-4 500 av. J.C.) ; le site est inscrit sur la liste des monuments nationaux de Bosnie-Herzégovine.

## Démographie

### Évolution historique de la population dans la localité
| 1948 | 1953 | 1961 | 1971 | 1981 | 1991 | 2013 |
| ---- | ---- | ---- | ---- | ---- | ---- | ---- |
| -    | -    | 137  | 221  | 507  | 682  | 715  |

|  |

### Communauté locale
En 1991, la communauté locale de Han Bila comptait 2 303 habitants, répartis de la manière suivante :